# الانشقاق الأول

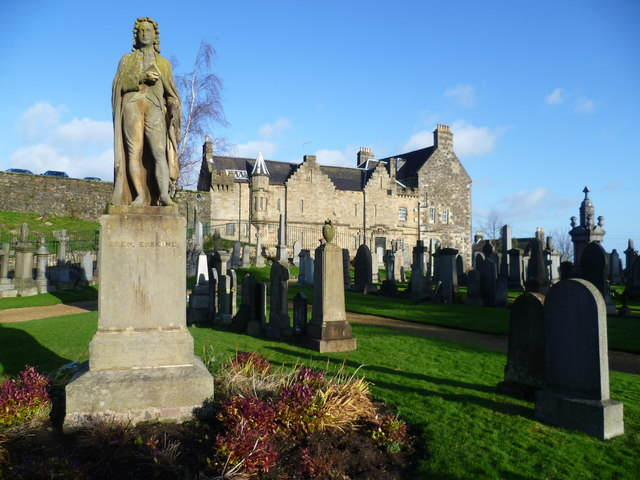
تمثال لإبنيزر إرسكين في مقبرة "أولد تاون" بمدينة ستيرلينج

تمثل الانشقاق الأول في رحيل عدد من القساوسة والأعضاء في كنيسة إسكتلندا عنها في عام 1733. وأسس هؤلاء القساوسة والأعضاء الكنيسة المشيخية المتحدة التي عُرِفت بعد ذلك باسم كنيسة الانشقاق المتحدة. وقد كان يُشار إليهم عادةً بالمنشقين.
رجع سبب الانشقاق الأول إلى القانون الذي طرحته الجمعية العامة في عام 1732، وسُنَّ بالفعل رغم معارضة الأغلبية العظمى من أفراد مجلس الكنيسة المشيخية. قصر ذلك القانون حق ترشيح القساوسة للمناصب الشاغرة على الوارثين ورؤساء الشيوخ إذا لم يرشح رئيس الكنيسة أيًا من القساوسة خلال ستة أشهر. وعندما أراد إبنيزر إرسكين تسجيل جماعته المنشقة، وجد أن هناك قانونًا سابقًا صدر في عام 1730 لغى حق تسجيل الجماعات المنشقة، ومن ثم، قوبلت احتجاجات المنشقين بالرفض. وفي شهر أكتوبر التالي، ألقى إبنيزر إرسكين - وقد كان قسًا يعيش في ستيرلينج، ورئيس المجلس الكنسي المشيخي في مجمع ستيرلينج الكنسي - موعظة وصف فيها ذلك القانون بأنه مخالف للدستور والتوراة. واعترض أعضاء المجمع الكنسي على ما قاله إرسكين، وأصدروا قرارًا بلومه. وعند الاستئناف، أكدت الجمعية على قرار اللوم في مايو عام 1733, لكن إرسكين رفض التراجع عن رأيه. وانضم له في احتجاجه كلٌ من ويليام ويلسون (1690-1741)، وألكسندر مونكريف (1695-1761)، وجيمس فيشر (1697-1775) (وهم قساوسة من بيرث، وأبيرنيثي وكينكلافين على التوالي). واعتبرت الجمعية أنهم يزدرونها. ومع تصميم أولئك القساوسة المحتجين على عدم الرجوع في رأيهم، عُلِق عملهم في الكنيسة. وجاء ردهم على ذلك بأنهم سيظلون ملتزمين بمبادئ الكنيسة، لكن مع استمرار انشقاقهم عنها في الوقت نفسه.
وفي ديسمبر 1733، أقام هؤلاء المنشقون كنيسة مشيخية جديدة خاصة بهم. وفي عام 1734 نشروا أول شهادة لهم، مع بيان بأسباب انشقاقهم. وجاء في هذا البيان إشارة واضحة إلى التهاون العقائدي لدى الجمعيات العامة السابقة للكنيسة. وواصل المنشقون في عام 1736 ممارسة سلطاتهم القضائية كمحكمة كنسية، ونشروا شهادة قضائية، وبدؤوا في تنظيم الكنائس في عدة مناطق بالدولة. وبعد أن انضم إليهم أربعة قساوسة آخرين، من بينهم رالف إرسكين الشهير، منح المنشقون ويلسون درجة أستاذ في علم اللاهوت. ونظرًا لهذه الأعمال، اتخِذت إجراءات ضدهم مجددًا في الجمعية العامة، وعُزِلوا جميعًا في عام 1740، إلى جانب إصدار الأوامر بطردهم من كنائسهم. وفي تلك الأثناء، أخذ عدد أعضاء «الكنيسة المشيخية المتحدة» يتزايد، إلى أن صارت هناك 45 أبرشية تابعة لها في عام 1745. وأُعيد تأسيس الكنيسة فيما بعد لتصبح «مجمعًا كنسيًا متحدًا».
حدث انشقاق ثانٍ عن كنيسة إسكتلندا في عام 1761، على يد توماس جيلسبي وآخرين. وعُرِف هذا الانشقاق باسم كنيسة تفريج الهموم المشيخية (Presbytery of Relief). واتحدت هذه الطائفة، فيما بعد، مع كنيسة الانشقاق المتحدة ليكونا معًا الكنيسة المشيخية المتحدة.